# Hydrotrupes
Hydrotrupes is een geslacht van kevers uit de familie  waterroofkevers (Dytiscidae).
Het geslacht is voor het eerst wetenschappelijk beschreven in 1882 door Sharp.

## Soorten
Het geslacht omvat de volgende soorten:
- Hydrotrupes chinensis Nilsson, 2003
- Hydrotrupes palpalis Sharp, 1882
- ✝Hydrotrupes prometheus R.A. Gómez & A.L. Damgaard, 2013[2][3]